# Cole Bardreau
Cole Bardreau, född 22 juli 1993, är en amerikansk professionell ishockeyforward som är kontrakterad till New York Islanders i National Hockey League (NHL) och spelar för Bridgeport Sound Tigers i American Hockey League (AHL). Han har tidigare spelat för Lehigh Valley Phantoms i AHL, Cornell Big Red i National Collegiate Athletic Association (NCAA) och Team USA i United States Hockey League (USHL).
Bardreau blev aldrig draftad.

## Statistik
| 2009–2010   | Team USA                | USHL        | 35  | 4  | 8  | 12 | 25  | —  | — | — | — | —  |
|             | U.S. National U17 Team  |             | 52  | 8  | 8  | 16 | 61  | —  | — | — | — | —  |
|             | U.S. National U18 Team  |             | 1   | 0  | 1  | 1  | 2   | —  | — | — | — | —  |
| 2010–2011   | Team USA                | USHL        | 24  | 4  | 11 | 23 | —   | —  | — | — | — |    |
|             | U.S. National U18 Team  |             | 60  | 11 | 15 | 26 | 45  | —  | — | — | — | —  |
| 2011–2012   | Cornell Big Red         | NCAA        | 34  | 4  | 4  | 8  | 18  | —  | — | — | — | —  |
| 2012–2013   | Cornell Big Red         | NCAA        | 13  | 2  | 5  | 7  | 12  | —  | — | — | — | —  |
| 2013–2014   | Cornell Big Red         | NCAA        | 26  | 7  | 9  | 16 | 14  | —  | — | — | — | —  |
| 2014–2015   | Cornell Big Red         | NCAA        | 30  | 5  | 17 | 22 | 38  | —  | — | — | — | —  |
|             | Lehigh Valley Phantoms  | AHL         | 15  | 1  | 1  | 2  | 2   | —  | — | — | — | —  |
| 2015–2016   | Lehigh Valley Phantoms  | AHL         | 54  | 13 | 17 | 30 | 54  | —  | — | — | — | —  |
| 2016–2017   | Lehigh Valley Phantoms  | AHL         | 72  | 9  | 15 | 24 | 85  | 5  | 0 | 0 | 0 | 4  |
| 2017–2018   | Lehigh Valley Phantoms  | AHL         | 45  | 11 | 19 | 30 | 59  | 13 | 0 | 3 | 3 | 34 |
| 2018–2019   | Lehigh Valley Phantoms  | AHL         | 40  | 7  | 5  | 12 | 38  | —  | — | — | — | —  |
| 2019–2020   | New York Islanders      | NHL         | 1   | 0  | 0  | 0  | 0   | —  | — | — | — | —  |
|             | Bridgeport Sound Tigers | AHL         | 4   | 0  | 0  | 0  | 0   | —  | — | — | — | —  |
| NHL totalt  | NHL totalt              | NHL totalt  | 1   | 0  | 0  | 0  | 0   | —  | — | — | — | —  |
| AHL totalt  | AHL totalt              | AHL totalt  | 230 | 41 | 57 | 98 | 238 | 19 | 0 | 3 | 3 | 38 |
| USHL totalt | USHL totalt             | USHL totalt | 59  | 8  | 15 | 23 | 48  | —  | — | — | — | —  |

### Internationellt
| Källa: Uppdaterad: 2019-10-20 | Källa: Uppdaterad: 2019-10-20 | Källa: Uppdaterad: 2019-10-20 |         | Utv = Utvisningsminuter | Utv = Utvisningsminuter | Utv = Utvisningsminuter | Utv = Utvisningsminuter | Utv = Utvisningsminuter |
| År                            | Lag                           | Mästerskap                    | Matcher | Mål                     | Assists                 | Poäng                   | Utv                     |                         |
| ----------------------------- | ----------------------------- | ----------------------------- | ------- | ----------------------- | ----------------------- | ----------------------- | ----------------------- | ----------------------- |
| 2011                          | USA                           | U18                           | 6       | 0                       | 0                       | 0                       | 4                       |                         |
| 2013                          | USA                           | JVM                           | 7       | 1                       | 2                       | 3                       | 4                       |                         |
| Junior totalt                 | Junior totalt                 | Junior totalt                 | 13      | 1                       | 2                       | 3                       | 8                       |                         |